# Nuova oggettività (architettura)
Per Nuova oggettività o architettura Sachlich (il termine tedesco Sachlich è traducibile in italiano con "oggettivamente", quindi si potrebbe tradurre con architettura oggettiva, in lingua madre Zielarchitektur), si intende quella corrente architettonica che si oppone all'espressionismo. Si parte dal concetto filosofico di base secondo il quale nel mondo moderno l'individuo è totalmente assoggettato alla massa. Per questo motivo l'architettura deve essere al servizio della moltitudine, e non deve essere libera espressione del talento di un singolo individuo né al servizio di un unico utente (anche se risponde alle precise richieste di quest'ultimo). Un architetto non deve quindi progettare seguendo i suoi sentimenti o la sua sensibilità, bensì seguire ciò che oggettivamente serve in quel contesto ed in quell'epoca al cittadino medio. Una sorta di architettura razionalista, ma che parte da basi diverse, come sostiene colui che ha inventato il termine, ovvero Hannes Meyer. Il movimento fu riscoperto negli anni '30 col nome di Neue sachlichkeit. Si parla anche di "architettura per il popolo", in quanto le regole architettoniche di base sono evinte da un approfondito studio della popolazione.